# Handball West Wien
Handball West Wien (Eigenschreibweise in Großbuchstaben) ist ein österreichischer Handballverein aus Wien.
Der Verein war sechsmal Österreichischer Meister (1966, 1988/1989, 1990/91, 1991/92, 1992/93 und 2022/23), zweimal Vizemeister (1989/90, 2003/04) sowie dreimal Österreichischer Cupsieger (1991/92, 1992/93 und 2023/24). Bei der Teilnahme an der EHF Champions League belegte der Verein in der Saison 1993/1994 den 4. Platz.
Die erste Herren-Mannschaft des Vereins (in Österreich: Kampfmannschaft) spielt aktuell in der HLA Meisterliga, der höchsten österreichischen Handballliga.
Heimspielstätte ist die Halle B der Wiener Stadthalle.

## Geschichte

### Die Anfänge
1946 gründete der Polizei-Oberstleutnant Herndl West Wien Handballsport. Am 29. August 1949 begann der Spielbetrieb in der 4. Klasse B des Wiener Handballverbandes. In den folgenden Jahren stieg die Mannschaft bis in die Wiener Liga auf. Zu dieser Zeit leistete der Verein eine hervorragende Jugendarbeit, welche 1954/55 vom WHV honoriert wurde.

### Erste Erfolge
Nach dem Aufstieg in die Staatsliga 1962 gelang vier Jahre später erstmals der Gewinn des österreichischen Staatsmeistertitels. Es wurden sowohl die Feldhandballmeisterschaft als auch das Hallenturnier gewonnen. 1968 sicherte sich das Team erneut den österreichischen Meistertitel am Feld. In der Halle nahmen die Hietzinger an der Wiener Meisterschaft teil und errangen den ersten Platz. Das Sektions-Dasein als Teil der Union West Wien wurde 1979 beendet. In Folge wurde der eigenständige Verein Union Handballklub West Wien aus der Taufe gehoben.

### Neues Nachwuchskonzept
Durch die Beendigung der Zusammenarbeit mit „Schuh Ski“ als Hauptsponsor war der Verein nach der Saison 1980/81 gezwungen, in die Staatsliga B und später in die Wiener Liga abzusteigen. Die Obmänner Heinz Jungwirth und Walter Pariasek verlagerten das Gewicht danach auf die Jugendarbeit, Ziel war der erneute Aufstieg. Als Teil des Nachwuchskonzeptes begann man mit verschiedenen Schulen im Westen Wiens zusammenzuarbeiten. Ab der Saison 1983/84 fungierte Harry Dittert als Trainer der Männer-Mannschaft. Er führte das Team bis zur Saison 1986/87 zurück in die Staatsliga A. In der ersten Spielzeit konnten die Wiener den Klassenerhalt mit einem sechsten Platz sichern. Ab 1987 übernahm Vinko Kandija das Traineramt. Er konnte auf der konsequenten Jugendarbeit aufbauen und 1988/89 mit einer jungen Mannschaft im Durchschnittsalter von nur 21,1 Jahren den österreichischen Staatsmeistertitel erringen.

### Große Erfolge
In den frühen 1990ern dominierten die Hietzinger die erste Liga. So erlangten sie 1991, 1992 und 1993 den Meister- sowie 1990 und 1994 den Vizemeister-Titel. 1991/92 und 1992/93 sicherten sie sich auch den ÖHB-Cup und damit das Double. Die U21-Mannschaft war noch erfolgreicher, sie konnte sechsmal in Folge den Staatsmeistertitel feiern. Der größte internationale Erfolg des Vereins war der vierte Platz in der EHF Champions League in der Saison 1993/94.

### Umstrukturierung mit Höhen und Tiefen
2000 übernahm Ferdinand Hager die Federführung und trennte die Jugendabteilung von der ersten Mannschaft. Außerdem wurde man durch den Verlust der Altgasse als Heimhalle zu einem Wanderverein. Die Profimannschaft konnte sich stetig steigern und scheiterte 2004 erst im Ligafinale an Bregenz Handball. In den Saisonen 2004/05 und 2005/06 erreichte sie den sechsten Platz und damit das obere Playoff, qualifizierte sich dort aber nicht für die Finalserie. In den folgenden Jahren spielten die Wiener jedes Jahr um den Abstieg in die Handball Bundesliga Austria. 2007/08 musste die Spielgemeinschaft dort verbringen, ehe sie im nächsten Jahr wieder an der ersten Liga teilnahm.

### Neustart: 2011 – zwei Vereine – ein Ziel

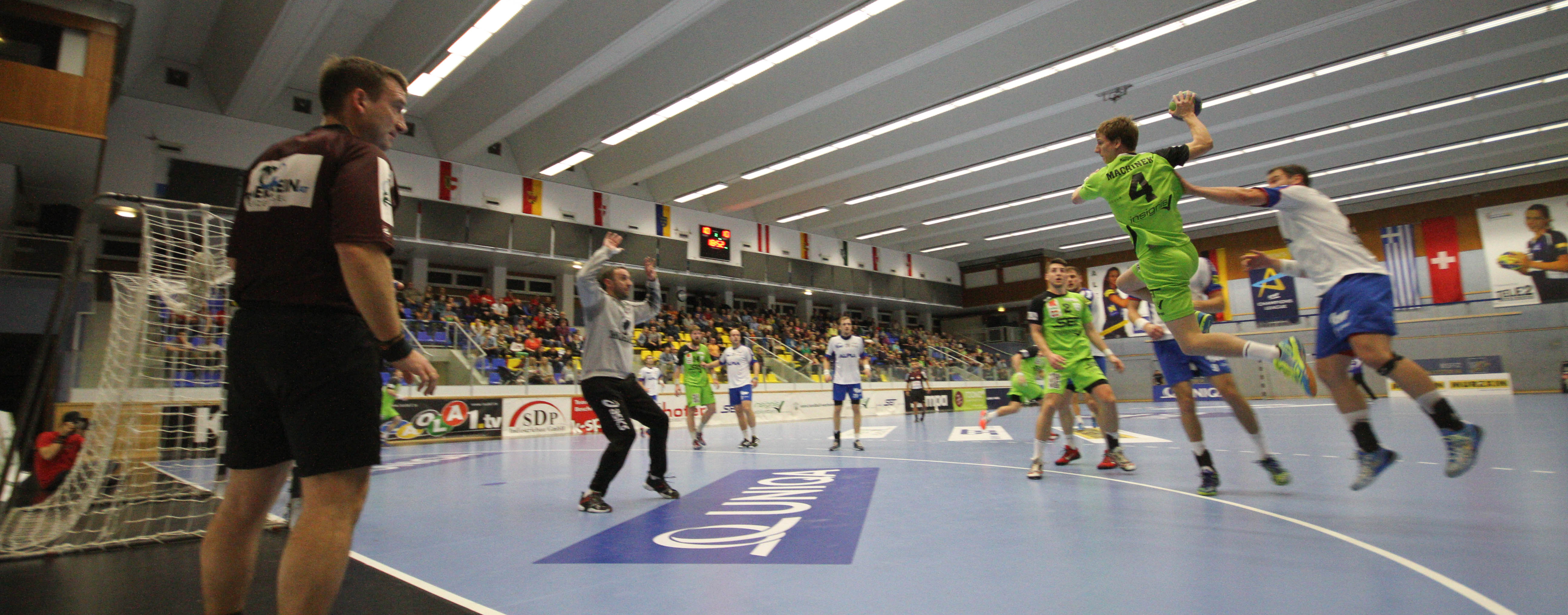
Heimspiel im BSFZ Südstadt

2011 kam der ehemalige Deutschland-Legionär Konrad Wilczynski als Spieler und Manager zurück nach Wien. Ab der Saison 2011/12 wurden die Heimspiele der Hietzinger im BSFZ Südstadt ausgetragen. Außerdem wurde die Zusammenarbeit mit dem ehemaligen Partnerverein Union West Wien wieder aufgenommen. Dadurch wollte man Jugendspielern eine Perspektive im Männerbereich ermöglichen. Auch die erste Mannschaft steigerte sich stetig und stand 2013/14 erstmals in der neu eingeführten Viertelfinalserie der Handball Liga Austria. Dort konnte Union Leoben geschlagen werden. Im Halbfinale scheiterten die Wiener jedoch am Stadtrivalen aus Margareten. In den Saisonen 2017/18, 2018/19 und 2019/20 nahmen die Wiener am EHF CUP teil. Bestes Ergebnis war das Erreichen der zweiten Qualifikationsrunde 2017/18. Des Weiteren nahm das Team 2020/21 und 2021/22 am EHF European Cup teil. Wobei Westwien in der Saison 2020/21 aufgrund der COVID-19-Pandemie in Österreich nur die dritte Runde bestritt da man danach aufgrund von Corona-Fällen absagen musste. 2021/22 schieden die Wiener in der ersten Runde gegen SGAU-Saratov aus.
Die Saison 2022/23 verlief äußerst erfolgreich, Westwien stand mit einer fast ausschließlich aus Spielern des eigenen Nachwuchs bestehenden Mannschaft auf dem zweiten Tabellenplatz des Grunddurchgangs und im Semifinale des ÖHB-Cups, als im März 2023 bekannt gegeben wurde, dass mit Ende der laufenden Spielzeit der Profibetrieb eingestellt wird. Als Gründe wurden wirtschaftliche Schwierigkeiten unter anderem in Verbindung mit der erfolglosen Suche einer Heimstätte innerhalb Wiens genannt. Die ertragreiche Jugendarbeit, in der zahlreiche Nationalspieler ausgebildet wurden oder den Sprung in internationale Ligen schafften, soll allerdings fortgeführt werden.
Am Ende der Saison 2022/23 kürte sich das Team, zum ersten Mal seit der Saison 1992/93, zum Meister und konnte so trotz des anstehenden Rückzugs aus der höchsten Spielklasse noch einen Titel feiern.

### Neustart nach der Saison 2022/23
Für die Saison 2023/24 stellte der Verein eine Mannschaft für die zweithöchsten Liga Österreichs und konnte den Grunddurchgang, der Staffel Süd-Ost, auf dem ersten Platz beenden. Das Team beendete die Spielzeit als Meister und stieg damit wieder in die Handball Liga Austria auf. Im selben Jahr konnte West Wien, als erstes Team der zweiten Liga, den Cupsieg feiern.

### Platzierungen seit 2001
| Saison  | Liga                  | Rang               | Pokal              |
| ------- | --------------------- | ------------------ | ------------------ |
| 2023/24 | HLA Challenge         | 1                  | Pokalsieger        |
| 2022/23 | Handball Liga Austria | 1                  | Halbfinale         |
| 2021/22 | Handball Liga Austria | 5                  | Achtelfinale       |
| 2020/21 | spusu Liga            | 5                  | Finale             |
| 2019/20 | spusu Liga            | Saison abgebrochen | Saison abgebrochen |
| 2018/19 | spusu Liga            | 3                  | Achtelfinale       |
| 2017/18 | Handball Liga Austria | 4                  | Finale             |
| 2016/17 | Handball Liga Austria | 3                  | Viertelfinale      |
| 2015/16 | Handball Liga Austria | 7                  | Halbfinale         |
| 2014/15 | Handball Liga Austria | 3                  | Halbfinale         |
| 2013/14 | Handball Liga Austria | 4                  | Achtelfinale       |
| 2012/13 | Handball Liga Austria | 6                  | Viertelfinale      |

| Saison  | Liga                        | Rang | Pokal         |
| ------- | --------------------------- | ---- | ------------- |
| 2011/12 | Handball Liga Austria       | 7    | Viertelfinale |
| 2010/11 | Handball Liga Austria       | 8    | Viertelfinale |
| 2009/10 | Handball Liga Austria       | 7    | 1. Runde      |
| 2008/09 | Handball Liga Austria       | 8    | 3. Runde      |
| 2007/08 | Handball Bundesliga Austria | 1    | Achtelfinale  |
| 2006/07 | Handball Liga Austria       | 9    | Viertelfinale |
| 2005/06 | Handball Liga Austria       | 6    |               |
| 2004/05 | Handball Liga Austria       | 6    |               |
| 2003/04 | Handball Liga Austria       | 2    |               |
| 2002/03 | Handball Liga Austria       | 4    |               |
| 2001/02 | Handball Liga Austria       | 7    |               |

| Legende | Legende                  |
| ------- | ------------------------ |
|         | Meister                  |
|         | Cupsieger                |
|         | Double Meister/Cupsieger |

## Kader 2024/25
| Nr. | Name                   | Nationalität | Position        | im Team seit | Letzter Verein |
| --- | ---------------------- | ------------ | --------------- | ------------ | -------------- |
| 16  | Nikolas Wiltschko      | Österreicher | Tor             | 2024         | Jugend         |
| 23  | Benjamin Edionwe       | Österreicher | Tor             | 2024         | TV Steffisburg |
| 31  | Florin Weik            | Deutscher    | Tor             | --           | --             |
| 96  | Predrag Mijatović      | Serbe        | Tor             | 2024         | Pays d’Aix UC  |
| 2   | Clemens Meleschnig     | Österreicher | Kreis           | 2019         | SC Ferlach     |
| 3   | Clemens Möstl          | Österreicher | Rückraum Mitte  | --           | --             |
| 5   | Elias Derdak           | Österreicher | Rechts Außen    | 2024         | HC Linz AG     |
| 6   | Benedikt Wallner       | Österreicher | Rückraum Mitte  | 2024         | Jugend         |
| 9   | Matthias Wegerer       | Österreicher | Links Außen     | 2019         | --             |
| 10  | Gabriel Kofler         | Österreicher | Rückraum Mitte  | --           | --             |
| 13  | Andreas Dräger         | Österreicher | Rückraum Mitte  | 2020         | --             |
| 15  | Jan Miteff             | Österreicher | Kreis           | --           | --             |
| 25  | Felix Bernkop-Schnürch | Österreicher | Kreis           | 2024         | WAT Fünfhaus   |
| 27  | Florian Spona          | Österreicher | Rückraum Rechts | --           | --             |
| 32  | Bernhard Huber         | Österreicher | Links Außen     | --           | --             |
| 37  | Fabian Frühstück       | Österreicher | Rückraum Mitte  | --           | --             |
| 39  | Fabian Androsch        | Österreicher | Rechts Außen    | 2024         | Jugend         |
| 44  | Paul Pfeifer           | Österreicher | Rückraum Mitte  | 2008         | --             |
| 66  | Elias Halmer           | Österreicher | Links Außen     | --           | --             |
| 70  | Luca Gareis            | Österreicher | Links Außen     | --           | --             |
| 77  | Philipp Pajer          | Österreicher | Links Außen     | --           | --             |
| 90  | Bela Wiegrefe          | Deutscher    | Rechts Außen    | --           | --             |
| 97  | Jonas Kofler           | Österreicher | Kreis           | 2024         | WAT Fünfhaus   |

| Zugänge 2024/25 - Pedrag Mijatović (Pays d’Aix UC) - Benjamin Edionwe (TV Steffisburg) - Elias Derdak (HC Linz AG) - Felix Bernkop-Schnürch (WAT Fünfhaus) - Jonas Kofler (WAT Fünfhaus) - Benedikt Wallner (eigene Jugend) - Nikolas Wiltschko (eigene Jugend) - Fabian Androsch (eigene Jugend) | Abgänge 2024/25 - Sandro Uvodić (Co-Trainer) - Fabian Bryslawski (HC Linz AG) |

| Zugänge 2025/26 | Abgänge 2024/26 - Clemens Meleschnig (BT Füchse) |

## Bekannte ehemalige Spieler
| - Viggó Kristjánsson (2017–2019) - Sebastian Frimmel (2013–2018) - Alexander Hermann (2012–2015) - Markus Wagesreiter (2012–2016) - Patrick Fölser (2011–2014) - / Darko Galić (2005–2010) | - Nikola Marinovic (2002–2005) - Duško Grbić (2002–2006) - Janko Božović (2001–2006) - Igor Butulija (2001–2006) - Konrad Wilczynski (2000–2002, 2011–2014) - Roland Schlinger (2000–2002) | - Ibish Thaqi (2000–2001) - Christoph Edelmüller (1999–2004, 2005–2008) - David Szlezak (1997–1999) - Andreas Dittert (1983–1991) - Stefan Higatzberger - Bojan Butulija |

### Trainer
(seit 2008)
| - Roland Marouschek (2023–) - Michael Draca (2020–2023) - Roland Marouschek (2019–2020) | - Hannes Jón Jónsson (2015–2019) - Erlingur Richardsson (2013–2015) - Romas Magelinskas (2011–2013) | - Gerald Grabner (2008–2011) - Wilhelm Doskocil (2006–2006) - Igor Butulija (2001–2006) |

## Bekannte ehemalige Trainer
- Abas Arslanagić
- Vinko Kandija

## Erfolge
Handball Liga Austria
- Meister (6): 1967/68, 1988/89, 1990/91, 1991/92, 1992/93, 2022/23

ÖHB-Cup
- Sieger (3): 1990/91, 1991/92, 2023/24